# Galerie SPP
Galerie SPP (slovensky Galéria SPP) je galerie, kterou v roce 2000 zřídila společnost Slovenský plynárenský průmysl a orientuje se hlavně na současné slovenské výtvarníky. V době svého vzniku sídlila v centru Bratislavy na Drevenej ulici, od roku 2009 sídlí v Bratislavě na ulici Mlynské nivy, při centrále SPP. V prvních deseti letech se v Galerii SPP uskutečnilo 94 výstav z oblasti výtvarného umění, sochařství, skla, keramiky nebo textilu. Manažerem galerie je slovenský výtvarník a pedagog Daniel Brogyányi.

## Realizované výstavy
Galerie SPP kromě jiných vystavila díla těchto autorů
- Andy Warhol
- Rudolf Fila
- Jozef Jankovič
- Milan Lukáč – BEŠTIE A VEGETÁCIE, 2009
- Vít Bojňanský – ROTÁCIE, 2009
- Jozef Baus a Marko Vrzgula – Spojenie v Galérii SPP, 2009
- Robert Hromec, Fero Mikloško a Martin Pala – Spojenie v Galérii SPP, 2009
- Ondrej 4. – ®EVOLÚCIA, 2009
- Vladimír Židlický – Fotografie 2007 – 2009, 2009
- Juraj Králik – MANY & LÓVE, 2010
- Marian Drugda – VARIABILY, 2010
- Rasťo Trizma – BIELE, 2010